# Der verliebte D’Artagnan
Der verliebte D’Artagnan (Originaltitel D’Artagnan amoureux) ist eine französische Mantel-und-Degen-Miniserie aus dem Jahr 1977 in fünf Teilen von Yannick Andréi. Die Mini-Serie entstand nach dem 1962 postum erschienenen Roman D'Artagnan amoureux ou Cinq ans avant von Roger Nimier (1925–1962). Drehbuch und Dialoge schrieb Jean-Louis Bory, die Filmmusik komponierte Jacques Loussier. Die deutsche Erstausstrahlung erfolgte ab 6. Juli 1984 im Fernsehen der DDR.

## Handlung
Paris im Jahr 1642, 15 Jahre nach den Abenteuern der drei Musketiere. D’Artagnan, jetzt im Dienst von Kardinal Richelieu, reist mit seinem Diener in geheimer Mission nach Rom. Für den sterbenden Kardinal soll er Dokumente aus dem Vatikan zum König nach Paris bringen. Es handelt sich dabei um einen bisher geheim gehaltenen Vertrag, der Europa den Frieden bringen soll und den der französische König unterzeichnen soll. Auf der Reise treffen sie die schöne Marie de Rabutin-Chantal, eine Preziöse, die später als die Briefschreiberin Madame de Sévigné berühmt werden sollte. D’Artagnan verliebt sich in die Schöne, doch Marie will keine „Legende“ heiraten. Spione und Söldner versuchen, die Dokumente an sich zu bringen, wobei es zu spektakulären Degengefechten kommt. Gemeinsam mit Planchet findet D’Artagnan langsam seine alten Musketier-Freunde wieder.